# 夏尔·博内
夏尔·博内（法語：Charles Bonnet，法語發音：[ʃaʁl bɔnɛ]，1720年3月13日—1793年5月20日）是一位瑞士日內瓦州的博物学家，是最早使用"evolution"一词的生物学家。他1743年当选英国皇家学会外籍院士，1753年当选瑞典皇家科学院外籍院士，1769年当选丹麦皇家科学院外籍院士。